# Schlump (metropolitana di Amburgo)
Schlump è una stazione della metropolitana di Amburgo, interscambio fra le linee U2 e U3.

## Collegamenti esterni

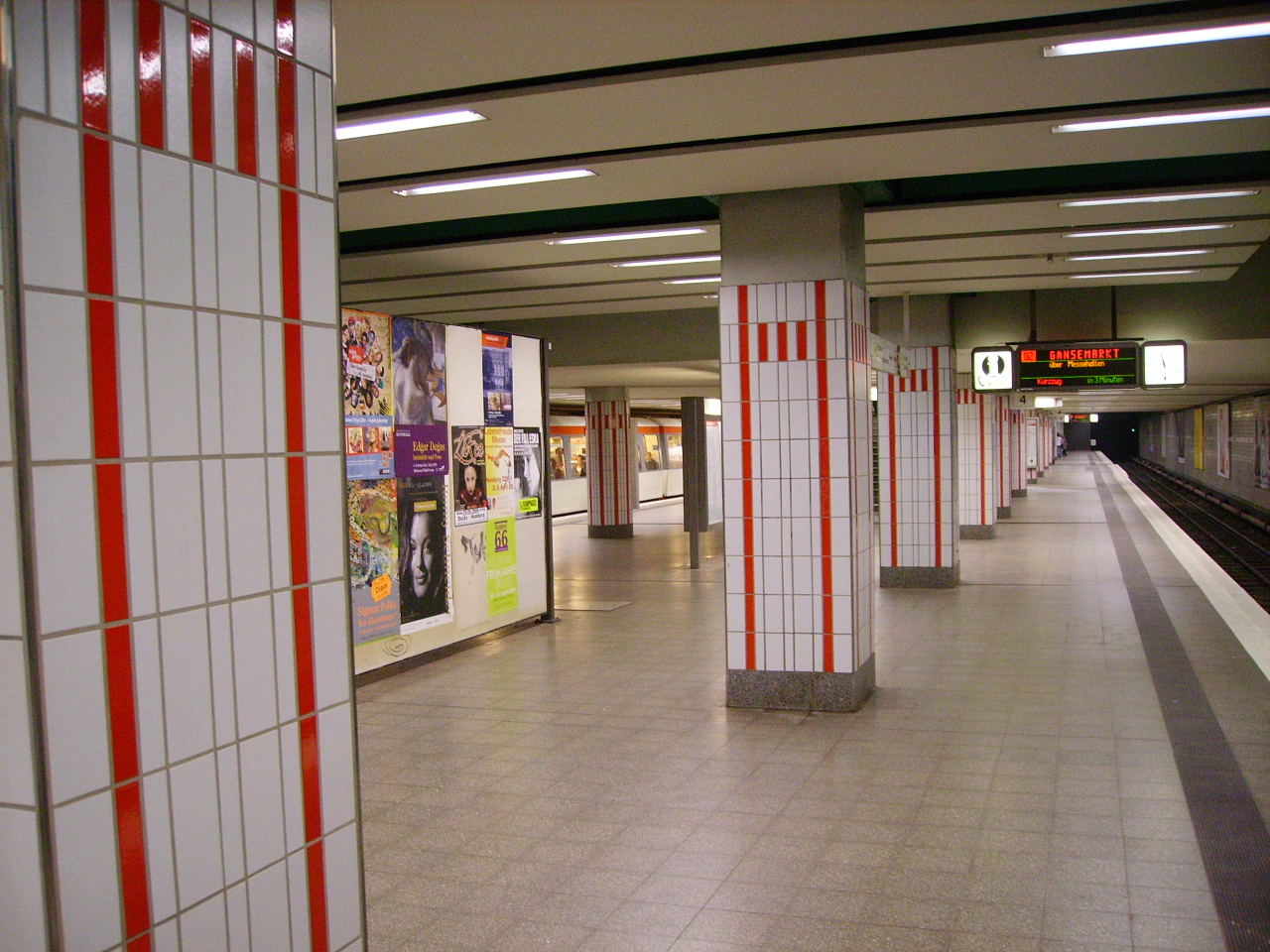
Banchina della U2